# Oud-Beijerland
Oud-Beijerland  è una ex-municipalità dei Paesi Bassi di 23 564 abitanti situata sull'isola di Hoeksche Waard nella provincia dell'Olanda Meridionale.
Il 1º gennaio 2019 si è fuso con le municipalità di Binnenmaas, Cromstrijen, Korendijk e Strijen per formare l'attuale comune di Hoeksche Waard.